# 伊瓦特 (巴西)
伊瓦特（葡萄牙語：Ivaté）是巴西巴拉那州的一个市镇。总面积410.907平方公里，总人口8173人，人口密度19.9人/平方公里。